# Anton Zimmermann (Komponist)
Anton Zimmermann (* um den 25.(?) Dezember 1741 in Breitenau, Schlesien; † Oktober 1781 in Preßburg, Königreich Ungarn) war ein österreichischer Komponist der Vorklassik.

## Leben
Anton Zimmermann wurde (vermutlich) am 25. Dezember 1741 im damals zu Schlesien gehörenden Dorf Breitenau als 3. Kind der Eheleute Tobias und Elisabeth Zimmermann geboren. Gemäß Taufmatrikel wurde er am 27. Dezember 1741 getauft. Zimmermann erhielt seine musikalische Ausbildung vermutlich in seiner schlesischen Heimat. Er hatte eine Organistenstelle an der Kathedrale in Königgrätz, verlor diese jedoch durch den Umzug des Bischofs nach Brünn.
Nach Preßburg kam Zimmermann wahrscheinlich Anfang der 1770er Jahre. Die früheste schriftliche Erwähnung in Preßburg stammt aus dem Jahre 1772, als sein Singspiel Narcisse et Pierre in der Stadt aufgeführt wurde. In dieser Zeit lernte er auch seine spätere Ehefrau, die Preßburger Bürgerstochter Elisabeth Liechtenegger kennen, die er am 18. Mai 1775 in Preßburger St. Martinsdom heiratete. Aus dieser Ehe gingen 5 gemeinsame Kinder hervor.
Zimmermann schien in Preßburg auch musikalisch ziemlich erfolgreich zu sein. Bereits am 22. November 1773 schrieb er die Musik für einen Gottesdienst zum Fest der Hl. Cäcilia. Die Preßburger Zeitung schrieb dazu: „Den 22 ist das Fest der Heil. Cäcilia, als Patronin der Thonkunst und Erfinderin der Orgeln, in der hiesigen Kollegial Stadtpfarrkirche recht feyerlich begangen worden. Die unter dem Gottesdienste aufgeführte Musik verfertigte der bekannte Komponist Herr Anton Zimmermann. Das ganze Chor war mit allen Stimmen und Instrumenten außerordentlich wohl besetzt.“
Einige Musikologen vermuten, dass der Freund Beethovens, Nikolaus Zmeskall, der zwischen 1774 und 1778 am Preßburger Evangelischen Lyzeum studierte, bei Anton Zimmermann Musikunterricht nahm.
Im Jahre 1776 erhielt Zimmermann eine Dauerstellung als „fürstlicher Hofkompositeur“ im Dienst des Erzbischofs von Gran und Fürstprimas von Ungarn, Graf József Batthyány. Am 1. Mai 1780 wurde er zum Organisten der Kathedrale ernannt. Zwei von Zimmermanns Sinfonien wurden lange Joseph Haydn zugeschrieben, vermutlich geschah dies durch den Oboisten des Esterházy Orchesters, der für ein Jahr in Preßburg wirkte und dem Zimmermann die Oboensoli gewidmet hatte. Die C-Dur Sinfonie wurde noch 1939 unter Haydns Namen gedruckt.
Anton Zimmermann starb unerwartet im Oktober 1781 im Alter von 40 Jahren. Über die Ursachen seines Todes sind keine näheren Einzelheiten bekannt. Die Preßburger Zeitung berichtet folgendes: „Auch verwechselte Allhier vorige Woche der berühmte Kapellmeister bey hochgedrehter Sr. Eminenz, und Organist an der Domkirche Herr Anton Zimmermann im 40 Jahre seines Alters das Zeitliche mit dem Ewigen. Durch seine vortrefliche Komposition und durch sein sanftes Spiel eines Grauns erwarb er sich bey allen Musikverständigen außerordentlichen Beyfall, Liebe und Achtung. Die Virtuosen leisteten ihm bey dem gehaltenen Requiem in der Domkirche mit gedämpften Instrumenten die letzte Pflicht...“ Seine sterblichen Überreste wurden am alten St.-Nikolaus-Friedhof neben der Nikolauskirche im Schloßgrund zur letzten Ruhe gebettet.
Zimmermanns Witwe Elisabeth erhielt von den Erzbischöfen eine Witwenrente und überlebte ihrem Mann um 51 Jahre. Sie heiratete nie wieder und starb am 8. Juli 1832 in Preßburg. Ihre sterblichen Überreste wurden im Preßburger Andreas-Friedhof zur letzten Ruhe gebettet.

## Werke (Auswahl)
Laut dem von der Musikologin Darina Múdra erstellten Werkverzeichnis komponierte Zimmermann insgesamt 268 Werke, 145 davon unter seinem vollen Namen, 123 unter seinem Nachnamen; 13 weitere Autorenschaften sind umstritten. Außer kirchlichen Werken komponierte auch eine Vielzahl weltlicher Werke, die überwiegend für den Adel bestimmt waren. Seine Kompositionen werden in 104 Institutionen in zahlreichen Ländern aufbewahrt. Trotz seines kurzen Lebens hinterließ Zimmermann ein vielseitiges Werk von hohem Niveau.
- Sonaten für obligates Cembalo und Violine Op. 2
- Streichtrios in B- und G-Dur
- Streichquartette Op. 3
- Konzert in F-Dur für Fagott und Orchester
- Konzert für Kontrabass und Orchester
- Mehrere Sinfonien
- XII Quintetti für 3 Violinen, Viola und Basso continuo
- Verschiedene Partiten und Kassationen
- „Missa Te Deum laudamus“
- „Klage auf den Tod Maria Theresiens“
- „Grand concert pour le clavecin ou piano forte avec l’accompagnement de 2 violons, alto et basse, 2 hautbois et cors“

### Bühnenwerke
- Narcisse et Pierre, Singspiel (1772, Bratislava)
- Die Wilden (Libretto: Johann Schilson), Melodram oder Schauspielmusik (1777, Bratislava, verloren)
- Andromeda und Perseus (Libretto: Wolfgang von Kempelen oder Benedikt Dominik Anton Cremeri), Melodram (1781, Wien, Hofburgtheater)
- Zelmor und Ermide (Libretto: Johann Karl Wezel), Melodram (1794, Wien, Leopoldstädter Theater, Zuschreibung zweifelhaft)[8]